# Peter Cerutti

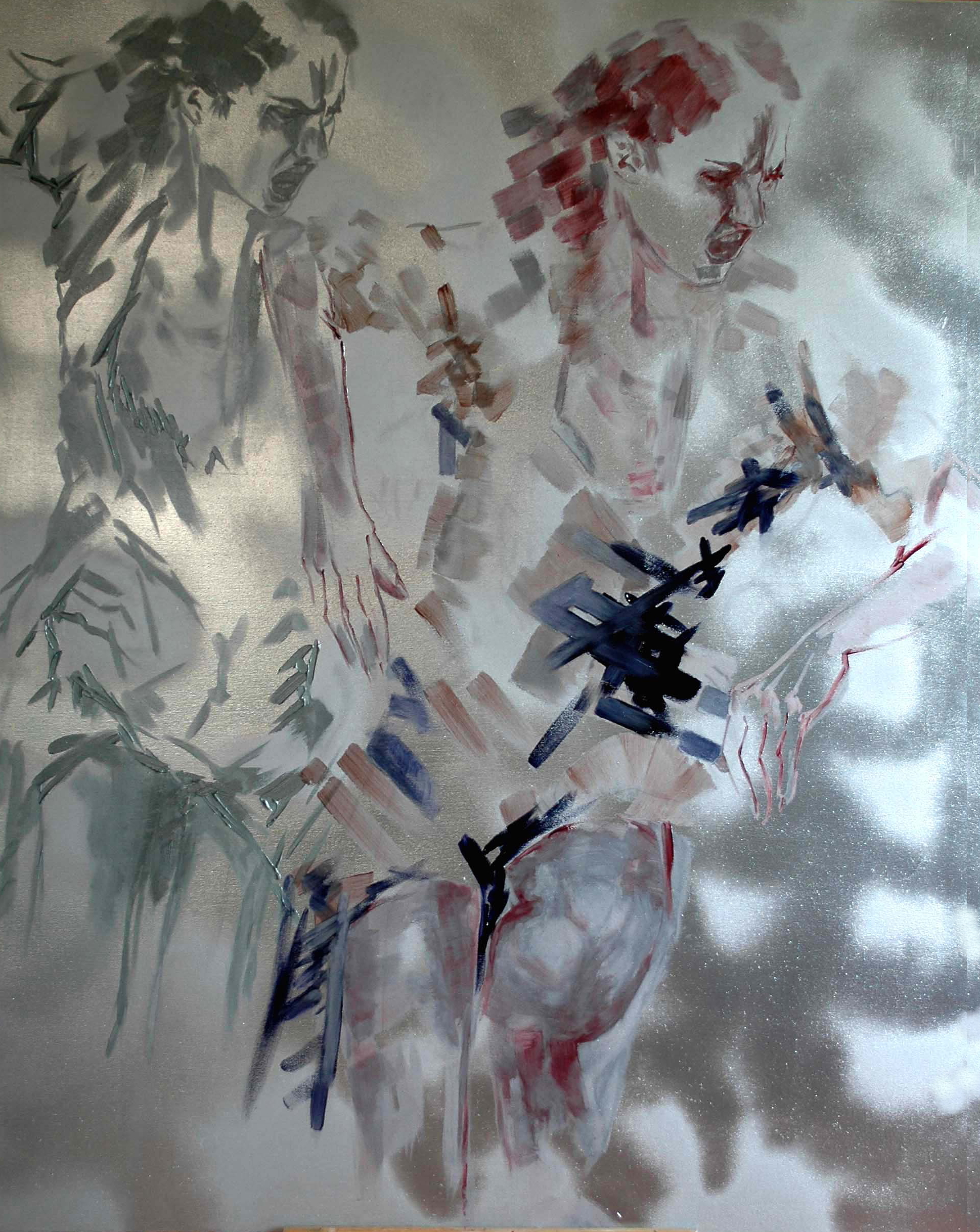
Peter Cerutti, In Motion 5, Acrylique et huile sur toile. 2008

Peter Cerutti est un chercheur en médecine et biochimiste suisse, internationalement reconnu pour ses contributions dans le domaine de la génétique moléculaire des cancers et du vieillissement. Il est aussi connu pour son activité d'artiste peintre.

## Biographie
Peter Cerutti est né à Zurich, en Suisse, où il grandit et fait ses études secondaires. Il suit une formation en médecine et en chimie à l’université de Zürich, où il obtient son doctorat en médecine (MD) en 1958, puis son doctorat en chimie (PhD) en 1963.
Il poursuit ensuite sa formation et sa carrière aux États-Unis. Il occupe successivement un poste  de chercheur associé au National Institute of Health (1964-1966, Bethesda, Maryland) ; de professeur assistant à l’université de Princeton (1967-1970) ; de professeur et directeur du département de biochimie et de biologie moléculaire de l’université de Floride, Medical School (Gainesville, Floride, 1970-1977).
De 1978 à 1994, il est de retour en Suisse et devient directeur de la division de carcinogenèse de l’Institut suisse de recherches expérimentales sur le cancer (ISREC, Épalinges). Parallèlement, il est membre du directoire de l’Institut de recherche sur le vieillissement de l’université de Californie San Diego (1983-1988). Il occupe parallèlement divers postes dans les conseils de direction de nombreuses institutions scientifiques : le US  National Institute of Health (Bethesda), le Deutsches Krebsforschungs Zentrum (Heidelberg), le Centre International de Recherche sur le Cancer (IARC, Lyon), le Fonds National Suisse de la recherche scientifique (Berne), le Centre de Recherche Nestlé (Vers-chez-les-Blanc). Il est invité à donner des conférences dans le monde entier sur l’altération et la réparation de l’ADN, la mutagénèse, la biologie moléculaire du cancer, le stress oxydant et les défenses anti-oxydants.

## Apports scientifiques
Peter Cerutti a été un pionnier dans la découverte du rôle des radicaux d’oxygène (les radicaux hydroxyle et superoxyde, le peroxyde d'hydrogène) et du rôle  protecteur des anti-oxydants dans les maladies humaines. Durant ses séjours américains au sein des universités de Princeton, de Floride et de Californie (San Diego), il a démontré qu’en plus des radiations, plusieurs cancérogènes chimiques pouvaient engendrer du stress oxydant. Il a mis en évidence la participation des processus inflammatoires à la cancérogenèse d’oxydants.
Avec son équipe de recherche, il a distingué les altérations de l’ADN provoquées par les radicaux d’oxygène et observé les réparations de ces altérations par les mécanismes cellulaires. Il lui parut évident que les processus de vieillissement impliquaient également des oxydants et il porta une attention particulière sur le rôle protecteur des enzymes antioxydants, la Superoxyde dismutase (SOD), la Catalase (CAT) et la Glutathion péroxydase (GPx).
À la suite de la découverte des lésions infligés à l’ADN par les radicaux oxydants et les cancérogènes chimiques, Cerutti et ses collaborateurs ont développé des méthodes ultra-sensibles de détection de mutations dans des gènes liés au cancer (Technologie RFLP/PCR). Grâce à d’intensives recherches menées avec cette technologie, ils ont démontré qu’un taux croissant de mutation était présent dans le gène p53 des tissus hépatiques d’une population chinoise saine mais fortement exposée aux aflatoxines (des mycotoxines produites par certaines moisissures).
Ces recherches pionnières de Peter Cerutti ont été suivies et développées par de nombreux chercheurs de par le monde et ont valu à son auteur plusieurs distinctions internationales dont le Prix Cloëtta en 1981 et le  Dr. Josef Steiner Cancer Research Award en 1986.

## Œuvre artistique
Au cours de sa carrière de chercheur en médecine, Peter Cerutti n’a jamais peint durant ses heures de loisir mais il rêvait de devenir un jour artiste. Sa nature profonde semble l’avoir toujours inciter à explorer de nouvelles formes de création. C’est pourquoi, il choisit d’interrompre en 1995 sa carrière scientifique pour se consacrer entièrement à la peinture.
Il suit alors une formation de deux ans à l'École nationale des beaux-arts et l’École des arts décoratifs, à Paris, formation très utile dont il se distancie ensuite pour affirmer son propre style. L'éducation de son regard, Cerutti la doit essentiellement à d’illustres prédécesseurs comme Frans Hals, Fragonard, Tiepolo, Delacroix, Toulouse-Lautrec, Boldini, Matisse, Hopper, Picasso, Bacon…
Peter Cerutti est avant tout un peintre du mouvement, visant à capturer les instants fugaces de l’existence humaine. Il est le peintre des rythmes et des émotions de la vie contemporaine, privilégiant la figure féminine.
En quelques touches, l’artiste exprime toutes les formes de la dynamique vitale : la joie, la beauté, l’énergie mais aussi le stress, l’anxiété, l’agressivité et la solitude. Bien que figuratives, ses représentations sont souvent esquissées, voire inachevées et invite le spectateur à compléter le tableau par son propre regard. Elles se présentent ainsi comme autant de réalités essentielles, simples et pures, autant de signes immédiats qui échappent à toute interprétation analytique. Dans sa série de toiles aux fonds argentés, le peintre intensifie particulièrement cet effet, permettant à la lumière et aux couleurs de changer en fonction des mouvements du spectateur : les formes bougent alors avec lui et la peinture semble vivre sous ses yeux.
En 2012, Peter Cerutti et son épouse Maryleine entreprennent la rénovation de la villa du Châtelet, témoin exemplaire de l’architecture de villégiature Belle Époque, situé à Évian-les-Bains en Haute-Savoie. Grâce à leurs efforts, la maison a retrouvé sa beauté d’origine. Elle est aujourd’hui un lieu unique, admiré et fréquenté par un large public. Mise à la disposition d’une association culturelle, la villa offre un espace de rencontres et d’animations exceptionnelles : littéraires, musicales, philosophiques… Elle permet aussi d’y découvrir une importante sélection des œuvres de Peter Cerutti, exposées en parfaite harmonie avec leur lieu d’accueil. Le style et les sujets des tableaux de l'artiste étaient en quelque sorte prédestinés à cette rencontre unique entre architecture, arts décoratifs et peinture.

### Œuvres vendues aux enchères
- 2001 : Sans Titre. Maîtres D. Libert et A.Castor, commissaires.
- 2006 : Persécution. Beaussant-Lefevre, commissaires.
- 2009 : Molécules. Beaussant-Lefevre, commissaires.

### Expositions
- 1998 : Nestlé Research Center, Vers-chez-les-Blanc (VD, Suisse).
- 1999 : C.C.Art Gallery, Metropole, Monaco.
- 2000 : Galerie du Royal Plaza, Montreux. Galerie du Marché Prestige, Montreux.
- 2002 : Espace culturel, Club diplomatique, Genève. Art Salon, Zillisheim (Alsace, France).
- 2004 : Galleria Petrofil Arte/Rizzoli, Milan. Estivales des Arts, Château de la Messardière, Saint Tropez.
- 2008 : Galerie Boyer-Labarre, Genève.
- 2009 : Villa des Aigles, Monaco.
- 2010 : Villa des Aigles, Monaco.
- 2012 : NY Art, Art Up Close, New York City.
- 2012 : Art Monaco
- 2014 : Plexus Galerie, Montreux